# Erie, Kansas
Erie är administrativ huvudort i Neosho County i Kansas. Enligt 2020 års folkräkning hade Erie 1 047 invånare.